# Prionapterus travassosi
Prionapterus travassosi là một loài bọ cánh cứng trong họ Cerambycidae.